# Ноздрівка
Но́здрівка — село в Україні, у  Біловодській селищній громаді Старобільського району Луганської області. Населення становить 23 осіб.

## Населення
За даними перепису 2001 року населення села становило 23 особи, з них 52,17% зазначили рідною мову українську, а 47,83% — російську.